# راه‌اندازی (رایانه)
راه‌اندازی کردن یا بوت کردن (به انگلیسی: Booting)، بارگذاری سیستم‌عامل در حافظه کامپیوتر است که معمولاً از درایو دیسک سخت و گاه‌گاهی از روی دیسک نرم انجام می‌شود.
راه‌اندازی معمولاً روال خودکاری است که با روشن نمودن یا بازنشانی رایانه شروع می‌گردد. مجموعه‌ای از دستورها که در حافظه فقط خواندنی قرار دارند، شروع به اجرا می‌کند. دستورها مجموعه‌ای از خودآزمایی هنگام روشن شدن (POST) را به منظور حصول اطمینان از صحت عملکرد ابزارهایی مانند دیسکهای سخت انجام می‌دهند، سپس محل سیستم‌عامل را تعیین و آن را بارگذاری می‌کنند. در نهایت کنترل نیز را به سیستم‌عامل می‌دهند.

## بارگذار بوت
بارگذار بوت یا بارگذار راه‌انداز (به انگلیسی: bootloader) یک برنامه کامپیوتری است که باعث بارگذاری سیستم عامل یا دیگر برنامه‌های نرم‌افزاری به محض روشن شدن سیستم می‌شود.

## دیسک راه‌اندازی
هر دیسکی که توان بارگذاری و راه‌اندازی اولیه سیستم‌عامل را دارد، اغلب به یک دیسک نرم گفته می‌شود؛ که دارای یک علامت در اولین سکتور آن (بوت سکتور) یعنی وجود عددی خاص در آخرین ۲ بایت این سکتور است

## راه‌اندازی سرد
روشن کردن رایانه و بار کردن سیستم‌عامل به درون آن روند راه‌اندازی شده کامپیوتر، هنگام روشن کردن آن را گویند. در این روند معمولاً چند تست سخت‌افزار رایانه و سپس بارگذاری سیستم‌عامل از روی دیسک به حافظه صورت می‌گیرد.

## راه‌اندازی گرم
راه اندازی مجدد سیستم به نحوی که نیازی به خاموش و روشن کردن آن نیست. این روند معمولاً به مفهوم بارگذاری، یا بارگذاری مجدد سیستم عامل می‌باشد. در کامپیوترهای IBM و سازگار با آن کاربر می‌تواند با استفاده از ترکیب کلیدهای CTRL-ALT-DEL عملیات راه‌اندازی گرم را انجام دهد.

## بوت چندگانه
اگر کاربر چند سیستم عامل را با هم نصب کرده باشد در اینصورت هنگام شروع ویندوز در منوی بوت، دو سیستم عامل یا بیشتر را خواهد دید که به این حالت بوت چندگانه (به انگلیسی: Multi-booting) می‌گویند.